# バンバン駅
バンバン駅（バンバンえき、英語 : Bambang LRT Station）は、マニラ市の中心地区の一つであるサンタクルーズ地区にあるマニラ・ライトレール・トランジット・システム (Manila LRT)  LRT-1線（グリーンライン）の駅であり、リザール (Rizal Avenue)と、バンバン通り (Bambang Street)　の交差点付近にある。

## 駅構造
相対式ホーム2面2線を有する高架駅である。

## 駅周辺
- 病院
  - Jose Reyes Memorial Medical Center
  - San Lazaro Hospital
  - Metropolitan Medical Center
- 学校
  - (中国語：聖公會中學) (英語：Saint Stephen's High School)
  - Doña Teodora Alonzo High School
  - (中国語：嘉南中学) (英語：Hope Christian School)
  - Francisco Balagtas Elementary School
  - 聖トマス大学 (英語：University of Santo Tomas)